# Sekjuritizacija
Sekjuritizacija je jedna od najvažnijih finansijskih inovacija koja se javlja 70-tih godina 20. veka u SAD. 
Prvobitno ona je značila zamenu bankarskih kredita emitovanjem hartija od vrednosti. Kasnije sekjuritizacija postaje proces transformacije nelikvidne finansijske aktive banke u utržive hartije od vrednosti. 
Osnova sekjuritizacije su hipotekarni stambeni krediti od kojih se formiraju pulovi i na osnovu njih emituju hartije od vrednosti (MBS- engl. Morgage backed securities). U drugom slučaju najčešće korišćena aktiva za sekjuritizaciju su lizing ugovori, krediti za vozila i potraživanja po kreditnim karticama – sekjuritizacija hartija od vrednosti obezbeđena aktivom (ABS - engl. Asset Backed Securities).
Smisao sekjuritizacije je veća utrživost aktive. Značaj se ogleda u oslobađanju kapitala koji može da se upotrebi za druge poslove kao i smanjenju kreditnog rizika.